# Citroën Axel
Pour les articles homonymes, voir Axel.
La Citroën Axel est un modèle d'exportation, pour quelques pays d'Europe de l'Ouest, de la petite berline Oltcit (Olténie + Citroën) présentée en octobre 1981 et produite à Craiova en Roumanie. En France, cinq versions ont été vendues à partir de juillet 1984 : Axel, Axel (Entreprise), Axel 11 R, Axel 12 TRS et Axel 12 TRS (Entreprise).

## Historique

### Projet Y
Entre 1968 et 1973, Michelin propriétaire de Citroën en difficultés, tente un rapprochement avec FIAT afin de réaliser des économies et de nouer des accords techniques et commerciaux. Cependant, le gouvernement français met son veto à la cession de Citroën à FIAT et pousse la famille Peugeot à absorber Citroën en décembre 1974. 
Durant cette période de rapprochement avec FIAT, Citroën tente d'adapter la FIAT 127, tout juste lancée, avec l'étude RA. Faute d'accord sur les prix de revient, l'idée avorte. Au même moment, en 1972, les ingénieurs de Citroën lancent leur projet Y : une petite berline cinq portes reposant sur la plateforme de la FIAT 128, équipée d'un moteur refroidi par air dérivé du bicylindre de la 2CV ou du quatre cylindres de la GS, et des suspensions à barres de torsion. 
Après la reprise de Citroën par Peugeot, le groupe décide d'abandonner le projet Y, malgré sa finalisation prévue pour courant 1976, jugé insuffisamment avancé et ayant déjà coûté très cher au groupe qui doit composer avec les échecs du moteur rotatif et du développement des CX, GS et SM. Peugeot impose en urgence le projet RB, basé sur une carrosserie coupé de la Peugeot 104 à mécanique Ami 8, qui sera la future Citroën LN. Conjointement, en 1975, la Citroën Visa (projet VD) est également étudiée. Robert Opron et Jean Giret, les stylistes de Citroën s'inspirent de la ligne du projet Y en sa version à 5 portes pour la Visa.

### Création d'Oltcit

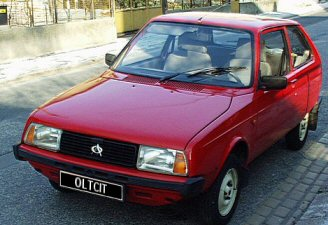
Oltcit Club, spécifique au marché de l'Est.

En 1976, le Président de la république socialiste de Roumanie Nicolae Ceaușescu lance un appel d'offres pour la fourniture clé en main d'une usine et d'un modèle à fabriquer, afin de développer l'industrie automobile de la république socialiste de Roumanie. Cette opportunité arrange les ingénieurs de Citroën qui refusaient d'abandonner le projet Y. Face au concurrent ouest-allemand Volkswagen, le groupe français sort vainqueur.
Peugeot ressort de ses tiroirs le projet Y, prenant dorénavant l'appellation « TA », pour l'industrialiser à bas coût en Roumanie,. Le 30 décembre 1976, la société Oltcit, codétenue par Citroën à 36 % et à 64 % par l'État roumain (pour un investissement total de 2,5 milliards de Francs) est créée. L'Oltcit roumaine est donc la dernière voiture de conception 100 % Citroën puisque antérieure au rachat de la marque par Peugeot. L'usine et ses installations comprise dans le contrat pour 1,5 milliard de francs est ultra-moderne pour son époque par rapport aux standards d'Europe de l'Est. Celle-ci devait être opérationnelle dès 1978, mais de nombreux retards imputables à la bureaucratie communiste font que la mise en production n'a lieu qu'en 1981, avec une production initiale prévue de 130 000 exemplaires par an qui a dû vite être revue à la baisse.
Comme l'Oltcit se vend mal en Europe de l'Est, le groupe PSA apporte son aide en distribuant une partie des voitures fabriquées sous le nom d'Axel dans plusieurs autres pays non-communistes (Autriche, Belgique, France, Italie et Pays-Bas), mais également en guise de contrepartie des importations de pièces Citroën en Roumanie,. Citroën récupère dès lors une voiture à un prix défiant toute concurrence, ce qui permet également de compenser les frais liés aux études menées pour le projet Y.
Après leur fabrication à Craiova, les véhicules destinés à l'exportation vers Europe de l'Ouest sont soumis à des contrôles à l'usine d'Aulnay-sous-Bois avant leur commercialisation, afin de vérifier que les standards de qualité attendus sont bien respectés. Très souvent, des automobiles doivent être en partie démontées, et certaines pièces doivent être remplacées par des pièces françaises, puis ré-assemblées avec plus de rigueur,,.
L'Oltcit arrive non seulement sur le marché occidental dix ans après sa conception, mais en outre sa marge de bénéfice à la vente est faible, sa consommation élevée, ses qualités de finitions médiocres et sa conception technique et son style dépassés. Dans ces conditions, le réseau de distribution Citroën rechigne à la vendre, et d'autant plus que l'arrivée de l'Axel dans la gamme engendre une concurrence interne avec les LNA et Visa.

## Les différentes versions

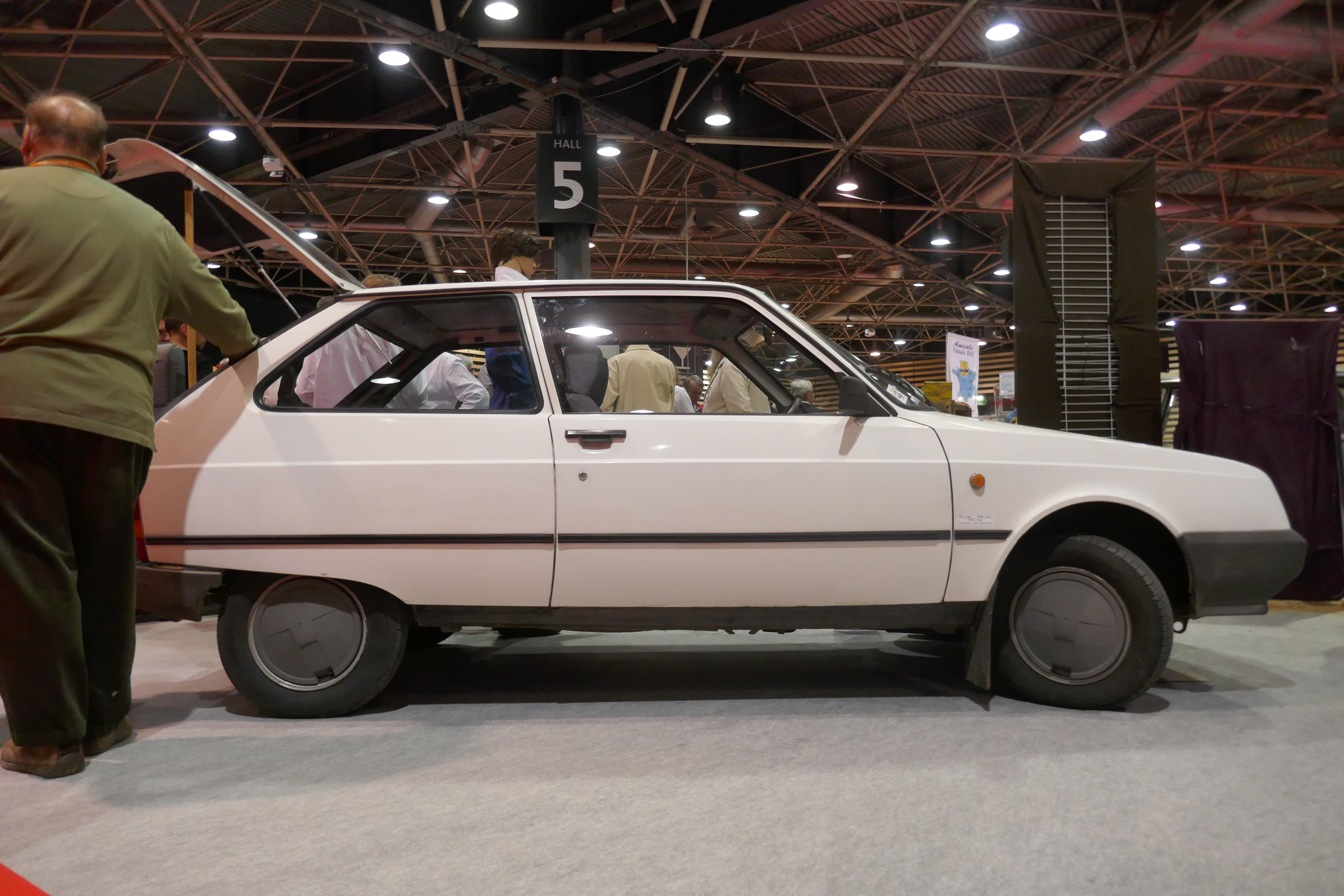
Axel Entreprise de 1988 présentée au salon Époqu'Auto 2019.

La gamme française était constituée de cinq versions,.
- Trois modèles de berlines :
  - Axel
  - Axel 11 R
  - Axel 12 TRS

- Deux modèles utilitaires :
  - Axel Entreprise
  - Axel 12 TRS Entreprise

Les versions « Entreprise » sont des petits utilitaires au seuil de chargement bas (0,55 m) au même niveau que le plancher, ce qui en fait son argument de vente principal. Leur volume utile est de 1,08 m3 contre 296 dm3 pour le coffre d'une berline ou encore 619 dm3 avec banquette rabattue.

### Axel
Le bas de la gamme est occupé par l'Axel qui est déjà mieux équipée que la Visa de base. Elle possède en outre un essuie-glace à 2 vitesses avec lave-glace électrique à l'avant, des feux de recul, le désembuage de la lunette arrière, la vérification du niveau de liquide de frein et des témoins d'usure des plaquettes, pression huile moteur et charge batterie.
La berline de base ne possède pas d'appuis-tête avant, ni le pré-équipement radio (de série sur 11 R et 12 TRS). Seule option sur la version de base : les jantes en alliage léger, pouvant remplacer les jantes tôle de série, communes aux C15 E phase 1

### Axel 11 R

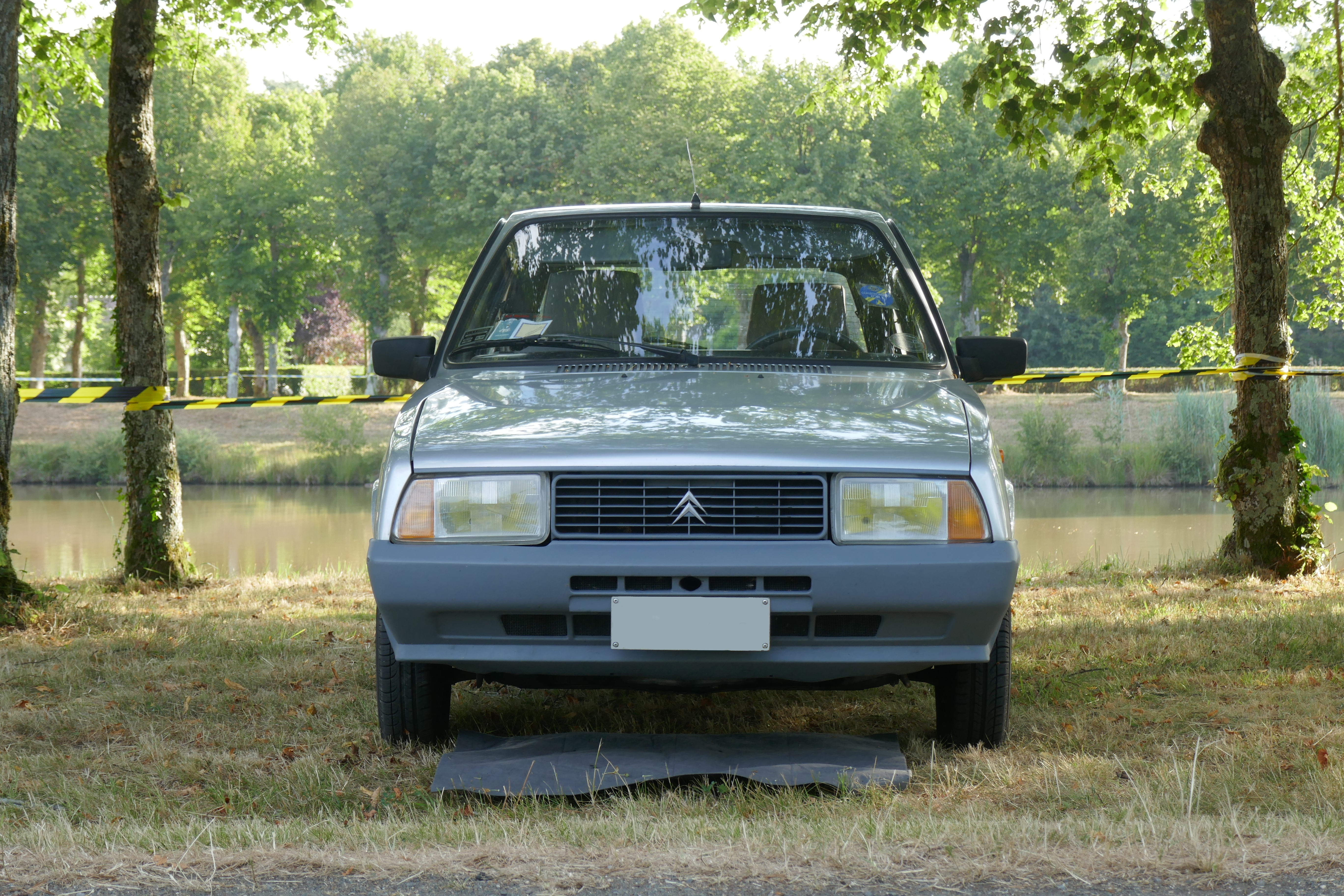
Axel 11 R de 1986 du marché italien.

À 41 000 francs, la 11 R reçoit en plus des phares à iode (halogène), un pré-équipement radio, des appuis-tête avant, une montre à affichage numérique, un compte-tours, un compteur kilométrique journalier, une boîte à gants fermant à clef, un rétroviseur intérieur jour/nuit, des rétroviseurs extérieurs réglables depuis l'intérieur, des enjoliveurs de roues en plastique, des baguettes de protection latérales, un allume-cigare, des ceintures de sécurité arrière à enrouleur, un cendrier avant avec éclairage, un cendrier arrière, des crochets porte-vêtements, un essuie-glace avant à balayage intermittent, un essuie-glace arrière, des glaces de custode pivotantes, un lecteur de cartes (spot), des poignées de maintien au pavillon, un rhéostat d'éclairage du tableau de bord, une tablette arrière amovible, des tapis de sol en moquette et un voyant de frein à main.
Sur le tableau de bord, sont désormais présents les voyants de température d'huile moteur, du serrage du frein à main et de la réserve de carburant ainsi qu'une molette de réglage de l'éclairage du tableau de bord.
La 11 R ne dispose que des jantes en alliage léger comme option.

### Axel 12 TRS
À 45 200 francs, la 12 TRS est le haut de gamme du modèle. Elle dispose d'une boîte à 5 vitesses et des jantes alliage aux dimensions millimétriques TRX AS. Seule la peinture métallisée vernie est en option pour 850 francs.

## Caractéristiques

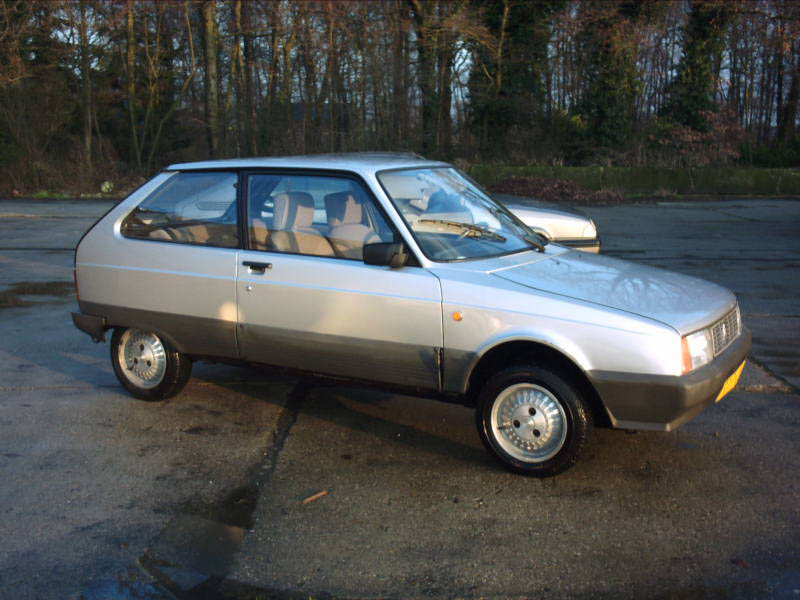
Vue de trois-quarts avant.

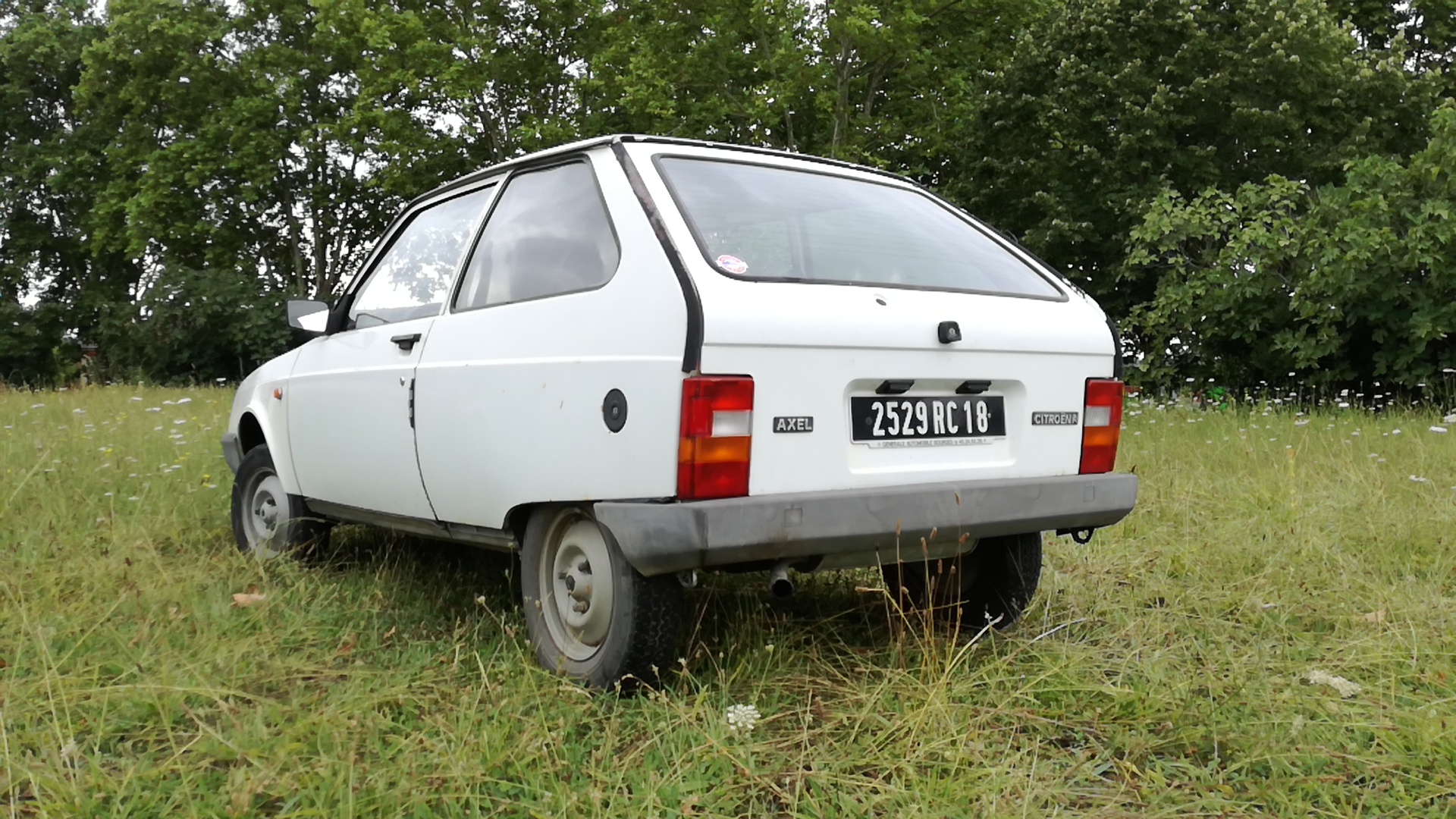
Vue de trois-quarts arrière.

La forme générale inspire la Visa, cependant aucune pièce n'est commune entre les deux véhicules (hormis les grilles d'aération, le plafonnier et les boutons du tableau de bord de certaines Visa). L'Axel bénéficie de nombreux atouts comme sa tenue de route, son confort de suspension, sa nervosité et une habitabilité meilleure que celle de la Visa avec un coffre plus vaste et plus pratique d'accès grâce à un seuil de chargement très bas.
La suspension avant est à barres de torsion longitudinales et doubles bras formant un parallélogramme déformable. Une lame de ressort relie les extrémités arrière des barres de torsion avant, procurant un effet antiroulis d'autant plus ferme que l'auto est chargée. La suspension arrière est à barres de torsion transversales, sans décalage des bras, et amortisseurs horizontaux. Tout est disposé sous le plancher et permet d'éviter de pénaliser la largeur utile du coffre par des puits d'amortisseurs verticaux comme ceux notamment de la Visa. Cette disposition sera reprise par de nombreux modèles PSA, chez Citroën dès le C15, et chez Peugeot dès la 205.
Au rang des défauts, la ligne est esthétiquement dépassée puisque son style a été arrêté dix ans plus tôt pour le projet Y ; certains détails, comme les gouttières apparentes, trahissent cet âge. La consommation est élevée (8-9 L/100), du fait notamment du poids élevé (50 kg de plus en moyenne qu'une Visa) qui s'explique par divers renforcements de caisse destinés à adapter le véhicule aux conditions d'utilisation en Roumanie. Le freinage est efficace, mais l'effort à exercer sur la pédale est élevé à cause de l'absence de servofrein. Pour les premiers modèles, de nombreux problèmes de fiabilité liés à une négligence et d'un manque de contrôle de qualité de la production de l'usine roumaine ternissent l'image et compromettent, avec la consommation, sa crédibilité comme petite voiture économique pouvant concurrencer les Fiat 127, Peugeot 104 et Renault 5.
En France, l'Axel a une carrière discrète bien que bénéficiant d'un prix de vente très intéressant : la version de base est à 37 000 francs mais mieux équipée que la 2 CV qui se vend entre 30 100 francs et 35 400 francs. Les versions « Entreprise » (deux places avec TVA à 18,6 % récupérable au lieu de 33 % à 35 000 francs), ont le plus de succès.
Précurseur de la voiture low cost, l'Axel ne rencontre pas le succès souhaité. « Rien ne sert d'avoir raison trop tôt. » lâche un laconique Jacques Calvet aux journalistes qui demandent son opinion sur les raisons de son échec. L'arrivée de l'Axel incommode le bas de gamme maison, car elle provoque une concurrence interne supplémentaire avec la 2CV, la LNA et la Visa. L'AX, à la conception plus moderne, s'ajoute à cette liste en 1986.
Voyant les ventes de l'Axel s'effondrer et les difficultés avec les Roumains perdurer, Citroën revend ses parts de marché en 1988, arrêtant alors sa production. L'Axel est retirée du catalogue au 1er juillet 1990 après 28 115 exemplaires commercialisés en France entre 1984 et 1990,. La vente des tous derniers modèles d'Axel restés en concession cesse en 1992 pour les Pays-Bas et en 1994 en Italie pour la dernière Axel vendue neuve.

### Motorisations
Le « moteur boxer bicylindre » de 652 cm3 étudié pour le projet Y est finalement utilisé sur la Citroën Visa à partir de 1978. Il s'agit de l'ultime évolution du moteur de la 2CV et ses dérivés, qui a notamment bénéficié du traitement Nickasil des cylindres, une technique employée par Citroën durant ses essais sur le développement du moteur à piston rotatif.
Ce moteur ne fut monté que sur l'Oltcit Spécial, version bas de gamme commercialisée sur le marché roumain. Les motorisations vendues sur l'ensemble des marchés étaient le moteur boxer série G 1 129 cm3 de 57,5 ch DIN et le 1 299 cm3 de 61,5 ch DIN. Comme leurs boîtes de vitesses, ils dérivent tous de la Citroën GSA . Le 1 299 cm3 est réservé à la finition haut de gamme 12 TRS et accouplé à une boîte 5 rapports.
Particularité identique à la GSA pour les 1,3 L italiennes, l'alésage est légèrement augmenté pour porter la cylindrée réelle à 1 301 cm3 et autoriser la voiture à parcourir les autoroutes italiennes avec une limitation de vitesse supérieure.
Les freins, à quatre disques, ne sont pas assistés. À l'avant, ils sont ventilés et placés en sortie de boîte. La crémaillère de direction à pignon central est spécifique.
| Version     | Motorisation         | Architecture                          | Puissance max.          | Vitesse max. | 0 à 100 km/h |
| ----------- | -------------------- | ------------------------------------- | ----------------------- | ------------ | ------------ |
| Axel / 11 R | Moteur boxer série G | Essence, 4 cylindres boxer, 1 129 cm3 | 57,5 ch à 6 260 tr/min. | 150 km/h     | 15 s 4       |
| 12 TRS      | Moteur boxer série G | Essence, 4 cylindres boxer, 1 299 cm3 | 61,5 ch à 5 500 tr/min. | 157 km/h     | 13 s 1       |

## Production
|                        | 1984   | 1985   | 1986   | 1987  | 1988  | Total  |
| Axel & Axel 11 R       | 9 343  | 13 997 | 8 802  | 3 258 | 1 451 | 36 851 |
| Axel 12 TRS            | 1 649  | 3 577  | 1 582  | 2 037 | 1 313 | 10 158 |
| Axel Entreprise        | 2 615  | 4 327  | 2 318  | 1 158 | 659   | 11 077 |
| Axel 12 TRS Entreprise | 1 420  | 459    | 138    | 70    | 11    | 2 098  |
| Total                  | 15 027 | 22 360 | 12 840 | 6 523 | 3 434 | 60 184 |

## Dans la culture populaire
- L'Axel fait une apparition au cinéma dans le film L'Amour en douce en 1984, avec Daniel Auteuil figurant au volant d'une 12 TRS[29] avec Emmanuelle Béart.
- Dans sa chanson intitulée Citroën, le rappeur Lomepal évoque l'Axel : « Mais ça roule comme une Citroën Axel, j'garde l'esprit au frais, il m'reste des kilomètres à faire[30]. »

## Galerie de photographies

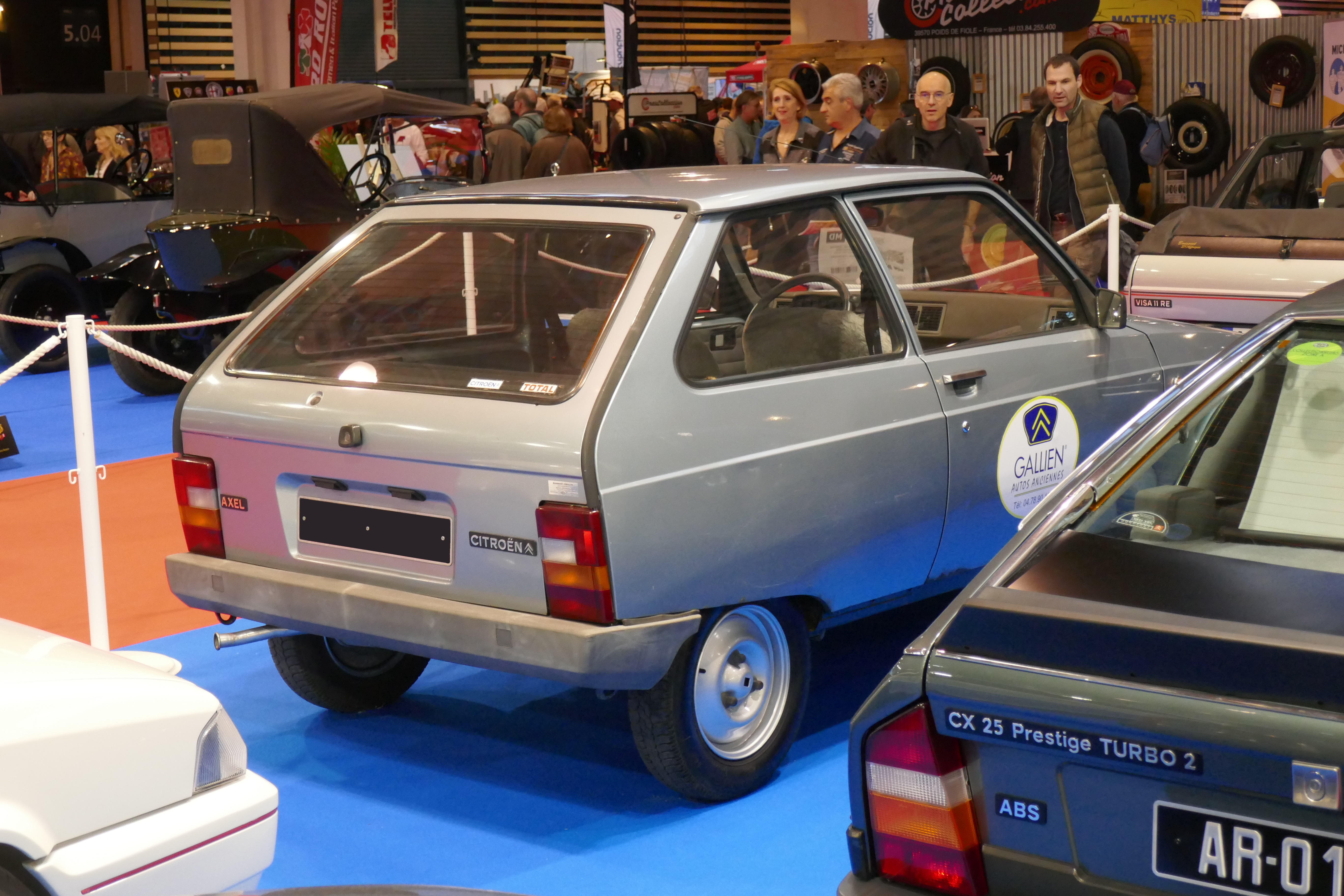
Axel de 1985.
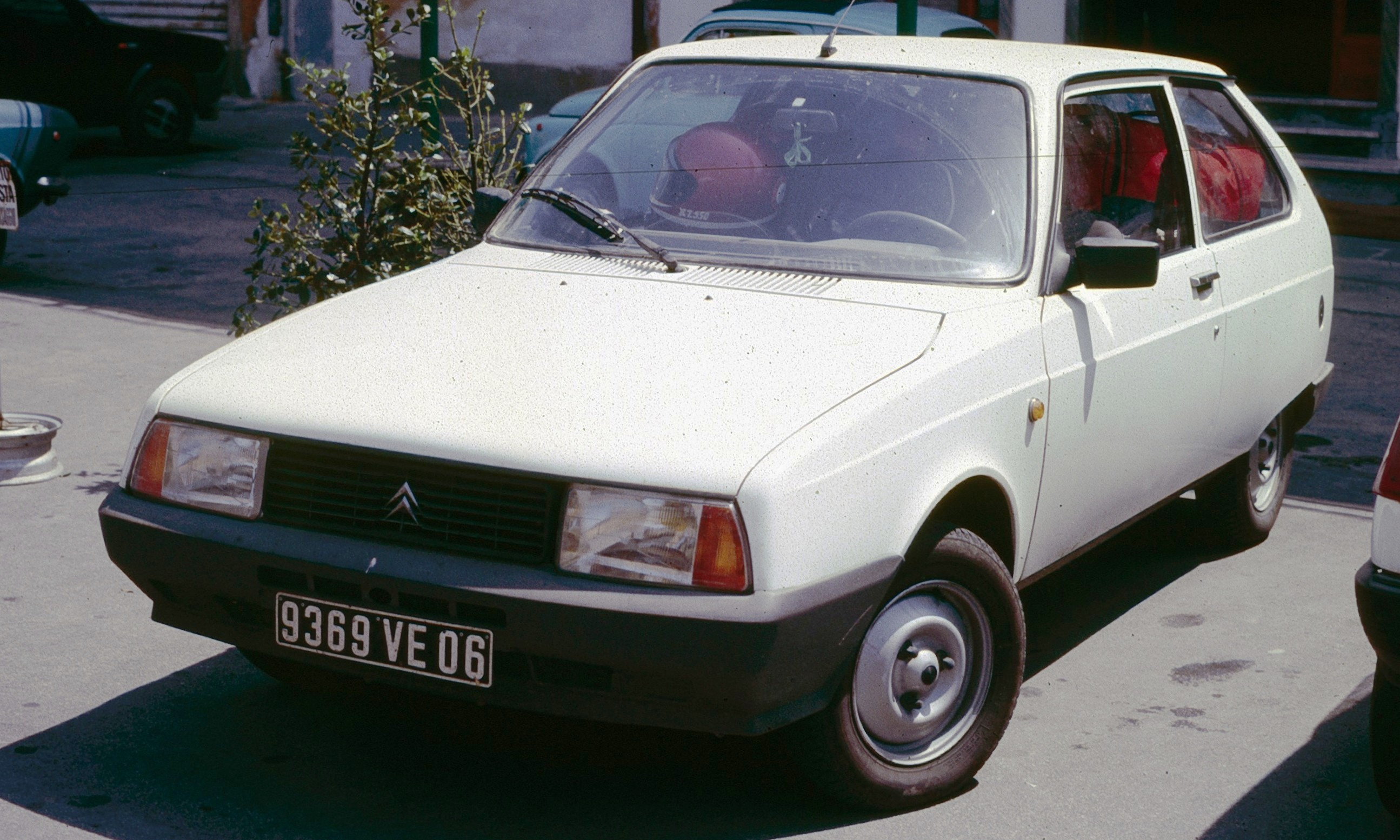
Axel entreprise de 1984.
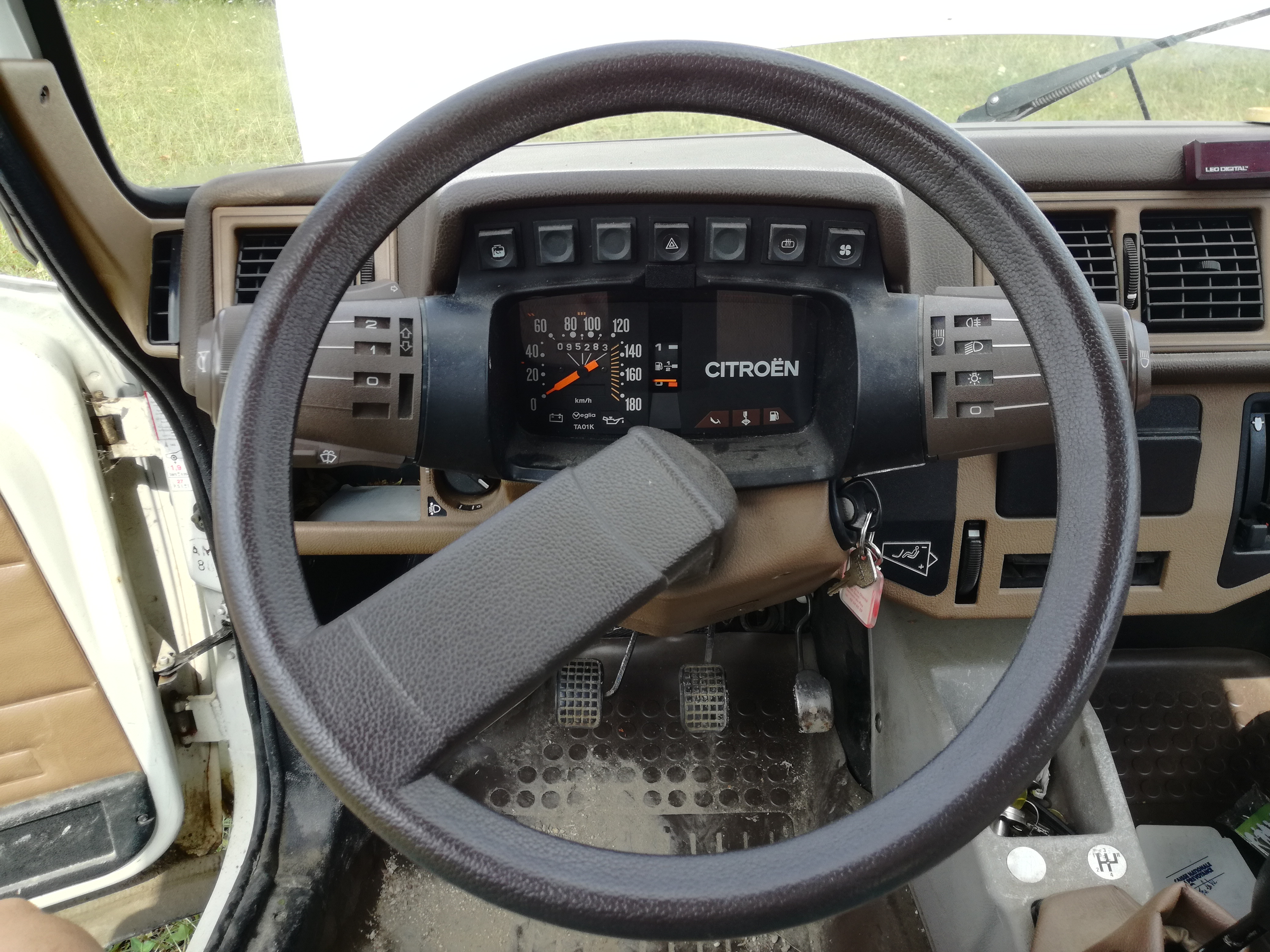
Tableau de bord d'une Axel.
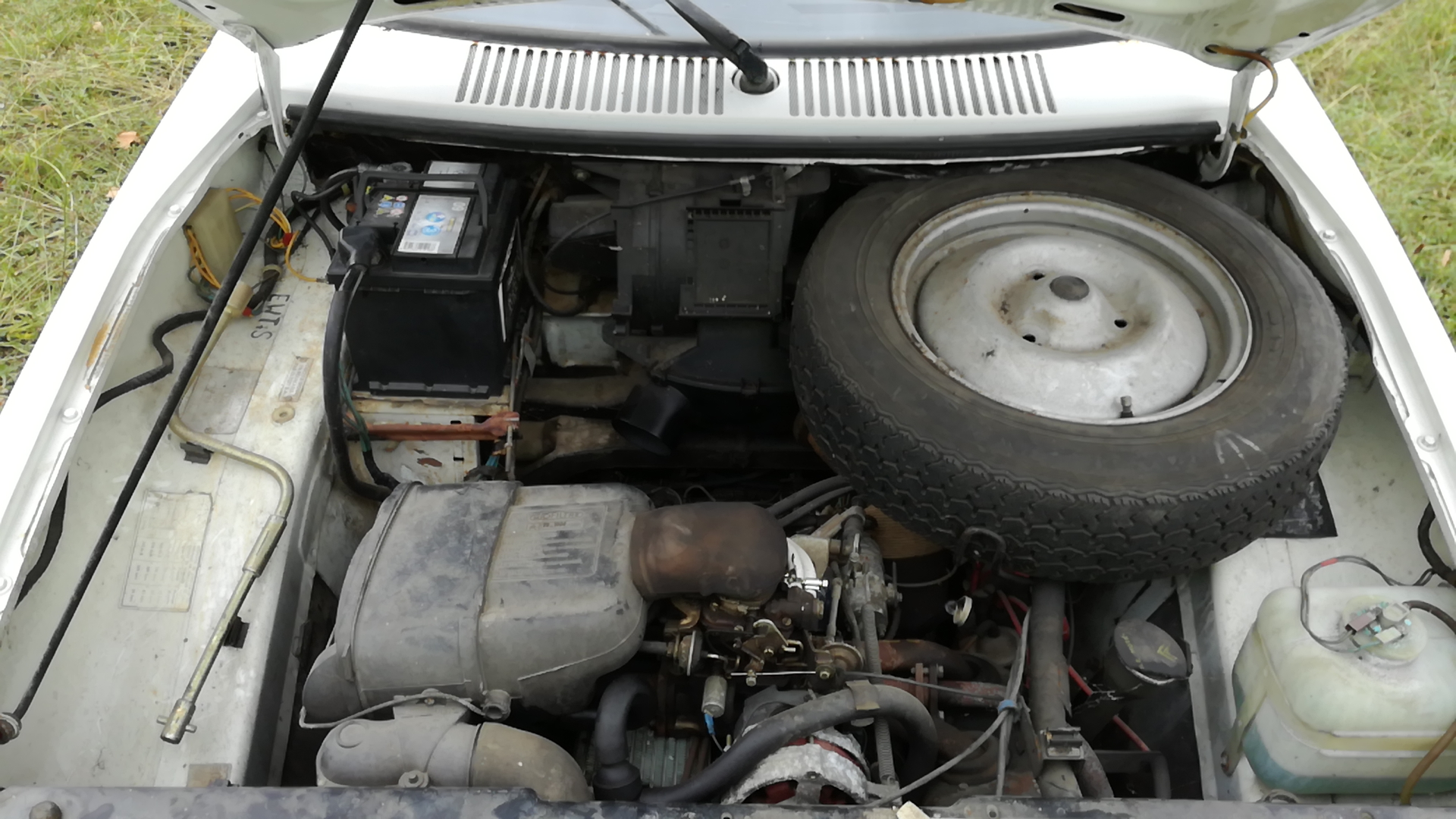
Moteur boxer série G Citroën.
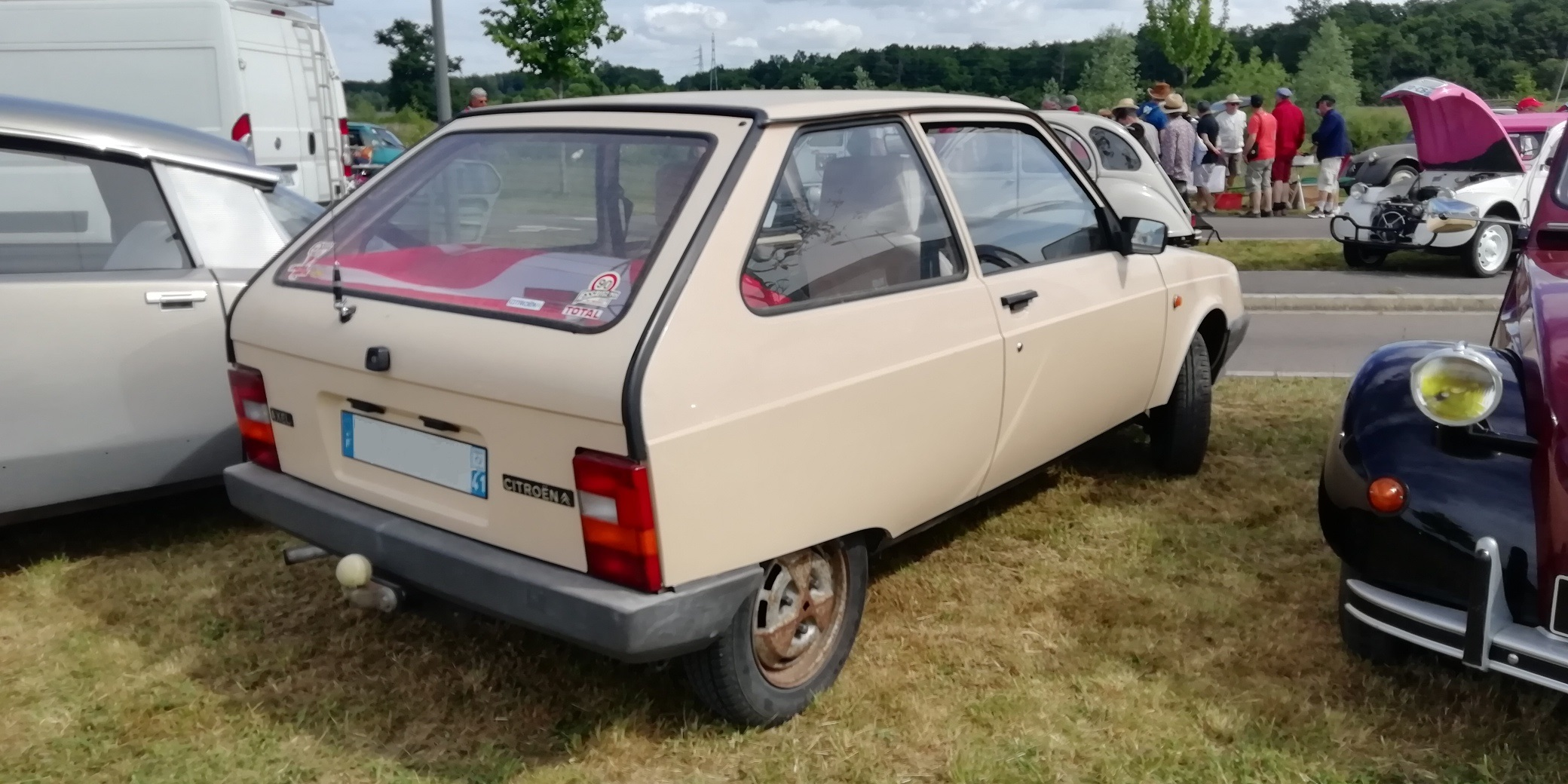
Une Axel à la Nationale 2CV de 2022